# 特列布希夫
50°29′0″N 30°53′52″E / 50.48333°N 30.89778°E
特雷布希夫（烏克蘭語：Требухів）是位於烏克蘭北部的村莊，由基辅州布羅瓦里區的布羅瓦里市鎮負責管轄。該村始建於1627年，面積12.5平方公里，海拔高度113米，2001年人口6,446，人口密度每平方公里515.7人。